# زنبق النهار الأصغر
زنبق النهار الأصغر (الاسم العلمي:Hemerocallis minor) هو نوع من النباتات يتبع جنس زنبق النهار من فصيلة المصفورية.